# Landhaus Carl Gottfried Bär
Das Landhaus Carl Gottfried Bär liegt im Stadtteil Niederlößnitz der sächsischen Stadt Radebeul, in der Straße Am Bornberge 10.

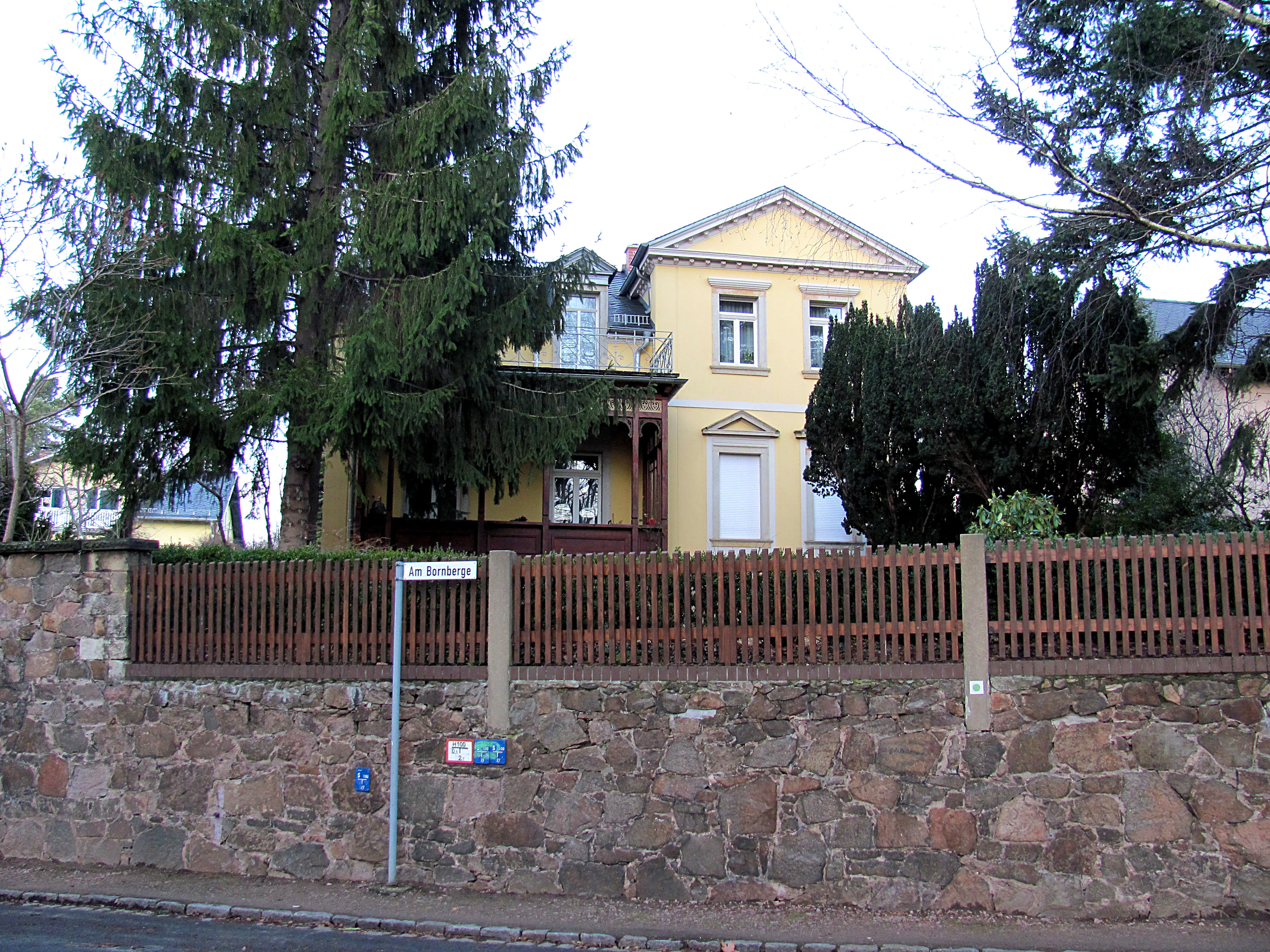
Landhaus Carl Gottfried Bär

## Beschreibung

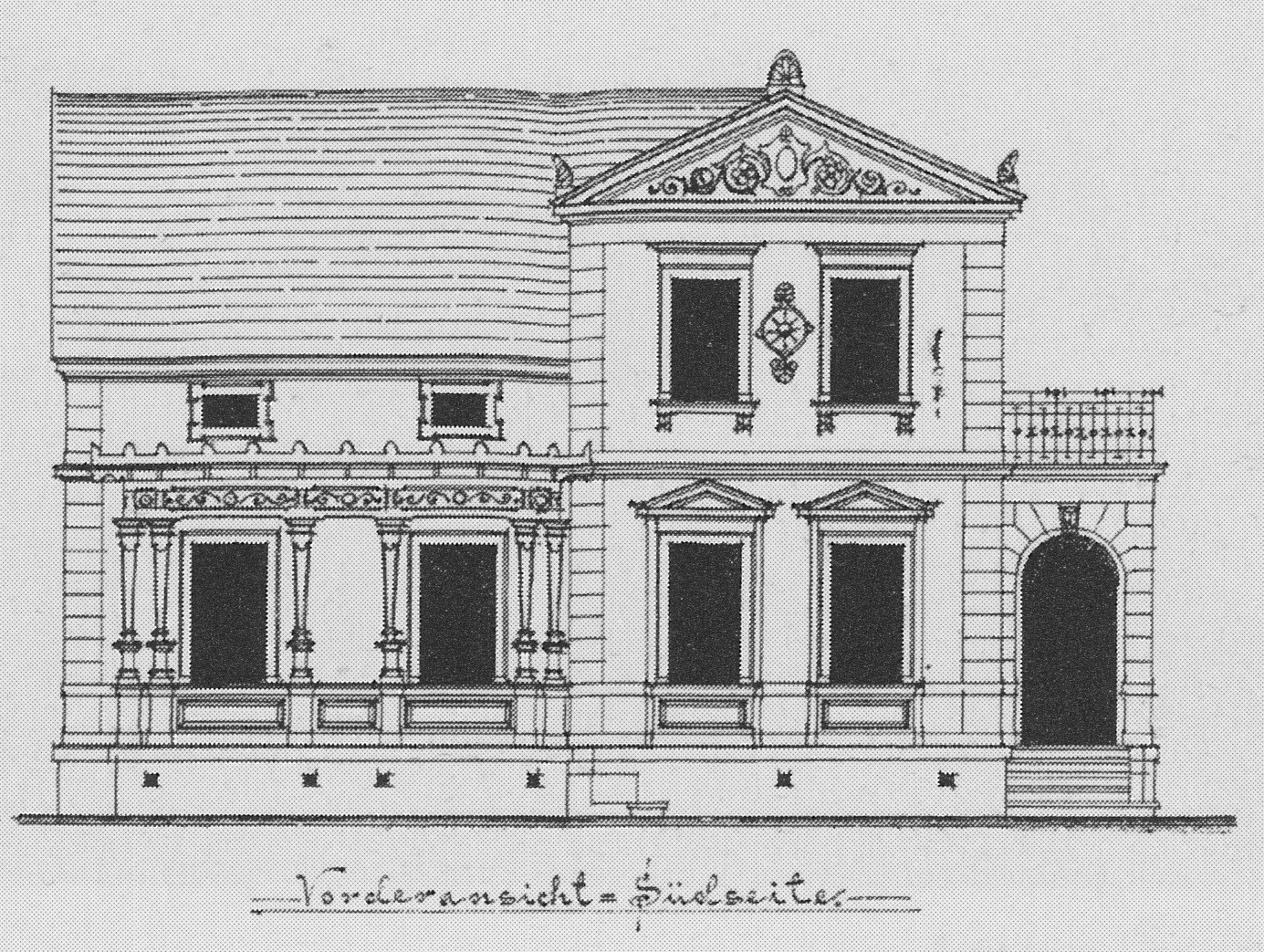
Bauzeichnung für das Landhaus (1888)

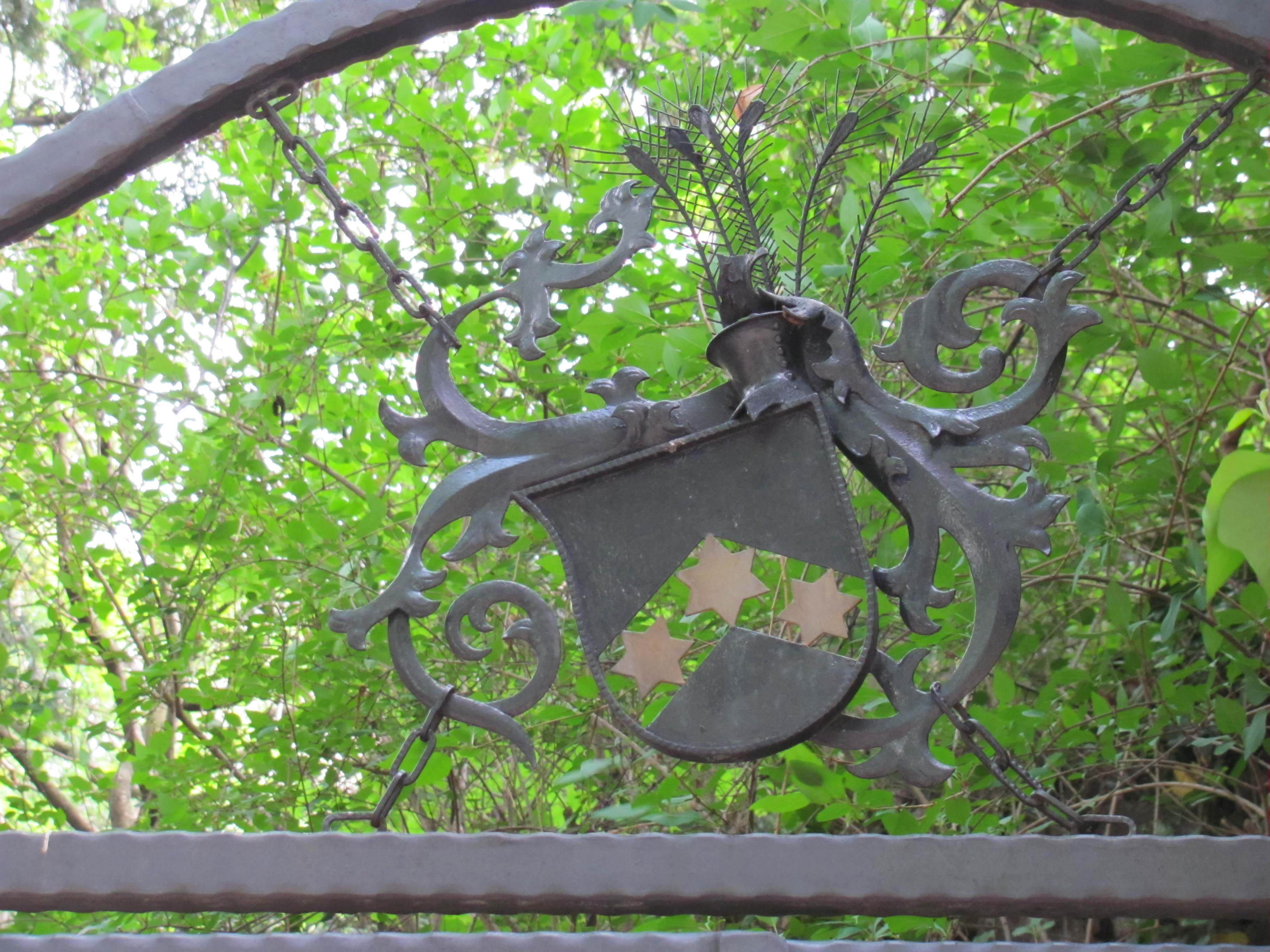
Im Toreingang hängendes Wappen

Das denkmalgeschützte Wohnhaus steht im Norden hoch über der Straße Am Bornberge, wegen des abfallenden Geländes zu dieser durch eine Bruchstein-Stützmauer als Einfriedung mit zusätzlichem Gartenzaun abgefangen. Der quadratische Bau besteht aus zwei Baukörpern: Auf der rechten Seite steht ein zweigeschossiger zweiachsiger Baukörper mit flachem Satteldach. Nach links wird dieser bei gleicher Firsthöhe durch einen anderthalbgeschossigen Baukörper von zwei Fensterachsen Breite mit Kniestock und steilerem Satteldach ergänzt. Der rechte Giebel erscheint wie ein Seitenrisalit, zur Straße hin geschmückt mit einem Dreiecksgiebel. Vor der linken Traufseite steht eine Terrasse mit hölzerner Veranda, die Stützen mit Schnitzwerk, obenauf ein Austritt aus dem Dachgeschoss durch Giebelgauben, dort wo nach der Ursprungsplanung lediglich flache Kniestockfenster waren.
Stilistisch ist der Putzbau mit inzwischen vereinfachten Gliederungen zwischen ländlichem Wohnhaus und spätklassizistischer Villa einzuordnen. Das Dach ist verschiefert, die Fenster werden durch Sandsteingewände mit Sohlbänken und Verdachungen eingefasst.
Der Eingangsvorbau steht in der rechten Seitenansicht. Er befindet sich oberhalb eines schmalen Fußwegs, der von einer Eingangspforte in der straßenseitigen Stützmauer erreicht wird.
Auf der Rückseite des Wohnhauses schließt sich nach Norden ein langgestreckter, zweigeschossiger Wirtschaftsflügel mit Walm auf der Nordseite. Der Flügelbau ist niedriger als das Haupthaus.

## Geschichte

1910: Blick vom Mätressenschlösschen auf Kötzschenbroda: Am linken unteren Bildrand sieht man bei dem oberen der beiden Landhäuser auf die Rückseite dieses Wohnhauses. Rechts davon steht die Villa Martins-Klause, darüber die Mietvilla für Heinrich Emil Unger.

Der Privatier Carl Gottfried Bär beantragte im Mai 1888 den Bau eines Wohnhauses und eines dahinterliegenden Wirtschaftsgebäudes. Der Entwurf dazu stammte von dem ortsansässigen Architekten und Baumeister Adolf Neumann, der mit seinem Bauunternehmen ab Mai selbigen Jahres auch die Bauten ausführte. Die Genehmigung zur Ingebrauchnahme erging am 29. Dezember 1888. Bär hatte sich bereits 1881/82 ebenfalls von Architekt Neumann ein weiteres, heute denkmalgeschütztes Wohnhaus (Heinrich-Zille-Straße 51) errichten lassen.
Neumanns heute ebenfalls denkmalgeschützter Firmenhof befand sich gleich in der vor dem Landhaus beginnenden Wilhelm-Busch-Straße, auf der westlichen Seite. Und auch das auf der östlichen Seite der Wilhelm-Busch-Straße gelegene Eckgrundstück gehörte Neumann, das er 1891 mit der heute denkmalgeschützten Mietvilla für Heinrich Emil Unger bebaute.
Im Jahr 1907 wohnte unter der Adresse Bornstraße 10 (im Obergeschoss zur Miete) der Druckereifaktor Max Ziegner, Sohn und späterer Erbe von Therese Ziegner, der seinerzeitigen Besitzerin und Herausgeberin der Kötzschenbrodaer Zeitung.